# Habracanthus kirkbridei
Habracanthus kirkbridei là một loài thực vật có hoa trong họ Ô rô. Loài này được (Wassh.) J.R.I. Wood mô tả khoa học đầu tiên năm 1987.